# Nesciothemis fitzgeraldi
Nesciothemis fitzgeraldi är en trollsländeart som beskrevs av Pinhey in Longfield 1955. Nesciothemis fitzgeraldi ingår i släktet Nesciothemis och familjen segeltrollsländor. IUCN kategoriserar arten globalt som livskraftig. Inga underarter finns listade i Catalogue of Life.